# Teun Boer
Teun Boer, född 5 maj 2001, är en nederländsk skridskoåkare som tävlar i short track.

## Karriär
I mars 2023 var Boer en del av Nederländernas lag som tog guld i 2 000 meter mixstafett vid VM i Seoul.
I januari 2024 tog Boer silver på 500 meter samt var en del av Nederländernas lag som tog guld i 5 000 meter stafett och 2 000 meter mixstafett vid EM i Gdańsk.